# Ціллерталь
47°20′00″ пн. ш. 11°52′00″ сх. д. / 47.333333333333° пн. ш. 11.866666666667° сх. д.
Ціллерталь (нім. Zillertal) — долина в Тіролі, Австрія .
У долині Ціллерталь розташовані невеликі села і містечка — Фюген, Целль-ам-Ціллер, Фінкенберг і Майргофен. Підготовлені траси з перепадом висот від 630 до 3250 м. Крім того, тут знаходяться лікувальні термальні джерела.
Раніше річка Ціллер (нім. Ziller), що протікає по долині, була прикордонною і розділяла землі Габсбургів і Зальцбурзького єпископату.
Долиною проходить Цилертальська залізниця.

## Інтернет-ресурси
- Land Tirol: Planungsverband 25 – Zillertal
- Zillertal im Tirol Atlas der Universität Innsbruck
- Naturpark Zillertaler Alpen
- Archivaufnahmen über das Zillertal im Onlinearchiv der Österreichischen Mediathek (Lieder, Radiobeiträge)